# بخش زنامنسکی، استان امسک
بخش زنامنسکی (به لاتین: Znamensky District) یک منطقهٔ مسکونی در روسیه است که در استان اومسک واقع شده‌است.